# Сера ди Фуско (Авелино)
Сера ди Фуско је насеље у Италији у округу Авелино, региону Кампанија.
Према процени из 2011. у насељу је живело 24 становника. Насеље се налази на надморској висини од 527 м.